# Lenasia
Lenasia este un oraș din provincia Gauteng, Africa de Sud.